# Castello di Amantea
Das Castello di Amantea ist eine Burgruine aus dem 9. Jahrhundert in Amantea in der italienischen Region Kalabrien. Sie liegt über der Küstenstraße und über der Straße nach Cosenza, die entlang des Flusstales des Catocastro verläuft, und war früher eine bedeutende Festung unter den Byzantinern, den Arabern, den Normannen, den Schwaben, den Anguinern und den Aragonern. In der Zeit des Vizekönigs und unter den Bourbonen wurde die Burg umgebaut, erlitt aber bei den Erdbeben von 1638 und 1783 schwere Schäden. Nach der Belagerung durch napoleonische Truppen in den Jahren 1806 und 1807 wurde sie aufgegeben und verfiel.
Heute ist die Burg eine Ruine und der Zugang zu ihren Resten auf dem Hügel über der Stadt ist anstrengend und gefährlich. 2008 kaufte die Stadt Amantea das umliegende Gelände.

## Geschichte

### Die ersten Befestigungen: arabisch und byzantinisch

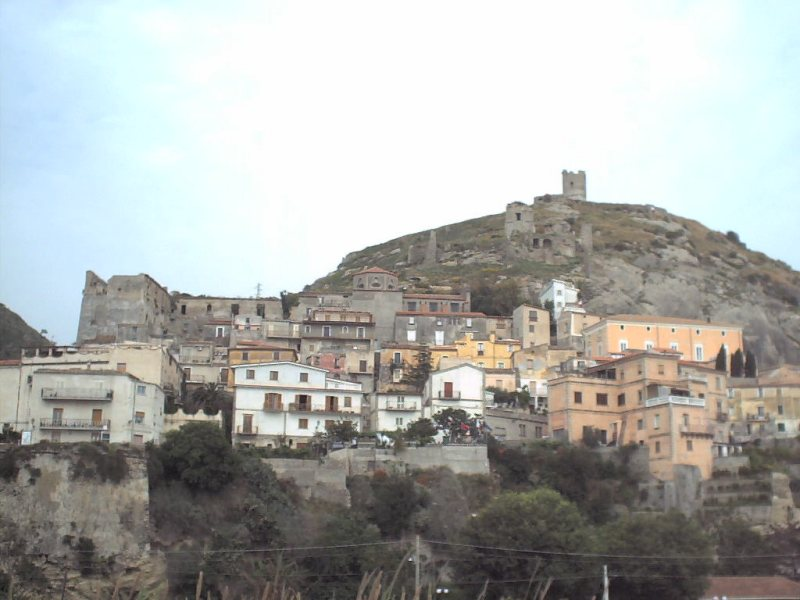
Das Catocastro-Viertel, dominiert von den Ruinen des Jesuitenkollegs, der Franziskanerkirche und des Franziskanerklosters und auf dem Gipfel des angioinischen Turms, Teil des Burgkomplexes

In der Antike lag auf dem Gebiet des heutigen Amantea die Stadt Lampeteia oder Clampetia, vermutlich eine krotonische Kolonie, die auch von eingeborenen Bruten bewohnt wurde. Diese Stadt, die sich bereits in der römischen Kaiserzeit im Niedergang befand, wurde vom Erdbeben und dem nachfolgenden Tsunami im Jahre 365 weggefegt. In ihrer Nähe wurde eine neue Stadt, Nepetia (dt.: Neustadt) errichtet. Nepetia war von den Byzantinern bewohnt und nach 553 war es Sitz der Militärregierung und Festung an der Nordgrenze des Herzogtums Kalabrien.
Somit waren die Byzantiner die Ersten, die das Gelände des heutigen Amantea befestigten. Aber der heutige Name der Stadt stammt von den Arabern. Im Jahre 846 wurde Nepetia von den sizilianischen Arabern erobert und in „Al-Mantiah“ (dt.: Festung) umbenannt. Amantea blieb vierzig Jahre lang arabisch und war Sitz eines Emirates. Wir kennen heute nur noch den Namen eines einzigen Emirs: As-Sinsim (latinisiert: Cincimo), der 868 soweit ging, die Eroberung von Cosenza zu versuchen. Die Byzantiner eroberten die Stadt im Jahre 272 der Hidschra, also 885–886 n. Chr., zurück. Amantea wurde Bischofssitz und im 10. Jahrhundert wurde das Gebiet des Bischofssitzes der damals verfallenen Stadt Temesa integriert.
Der Emir von Sizilien, Abu l-Qasim Ali, eroberte 976 Amantea zurück, das sich dann bis 1031–1032 erneut unter arabischer Herrschaft befand. Dann wurde die Stadt wieder von den Byzantinern erobert.

### Von den Normannen bis zu den Aragonern

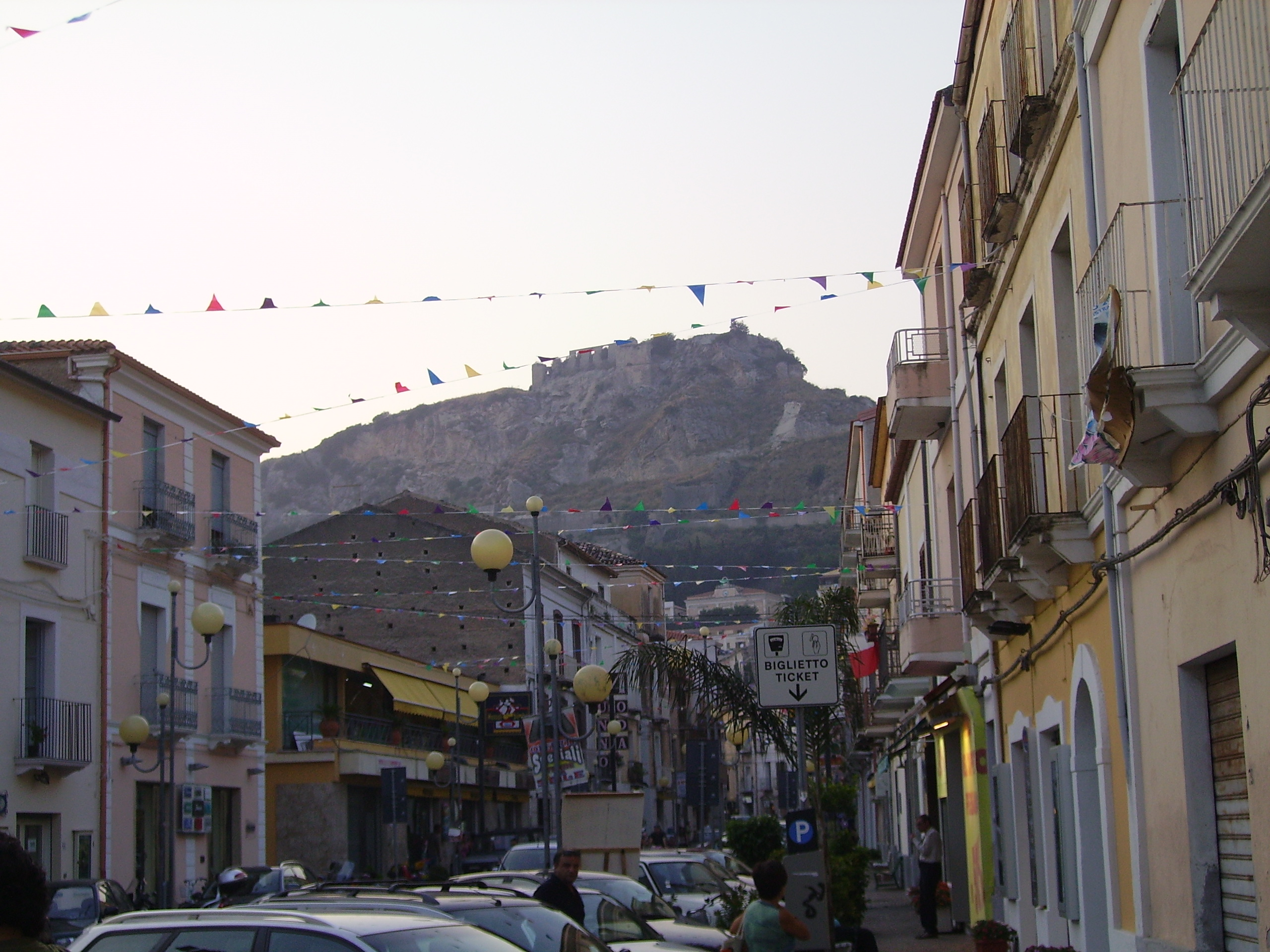
Blick auf die Burgruine vom Corso Vittorio Emanuele aus

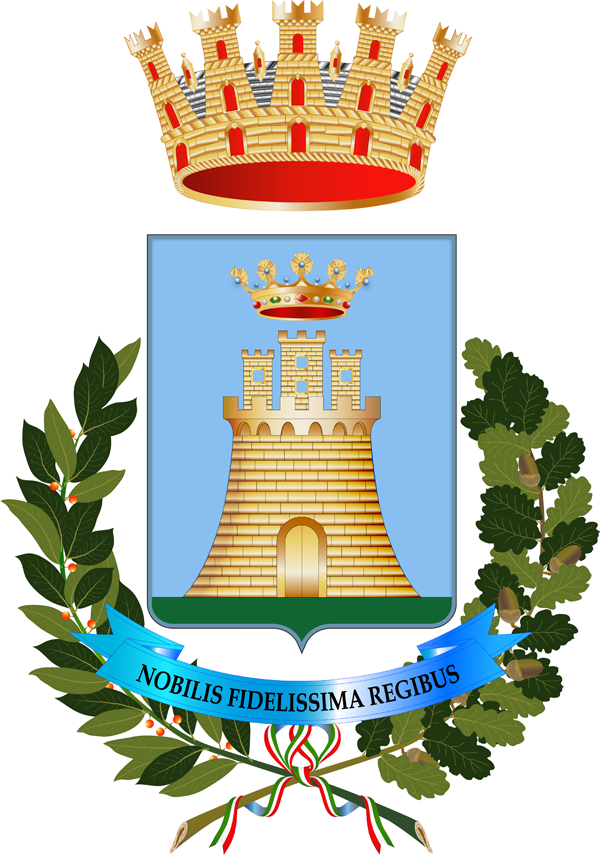
Stadtwappen: Die stilisierte Burg mit dem Motto: Nobilis Fidelissima Regibus (dt.: Der treueste Adlige der Könige)

Die Normannen eroberten Amantea in den Jahren 1060–1061, wobei sie die Byzantiner ein für alle Mal vernichteten. 1094 wurde das Bistum Amantea im Rahmen der Latinisierung der Religion in Süditalien auf Geheiß des Papsttums und der normannischen Souveräne in das von Tropea integriert. In der Zeit der normannischen Herrschaft verfiel Amantea dem Niedergang und wurde als bedeutendes Kontrollzentrum des Gebietes durch das benachbarte Aiello Calabro ersetzt.
Unter schwäbischer Herrschaft wurde die Burg im Rahmen des Plans zur Wiederbevölkerung des Küstengebietes auf Geheiß von Friedrich II. verstärkt. Dank der guten, schwäbischen Regierung sollten sich das Castello di Amantea und andere Burgen der Gegend (Castello di Aiello Calabro, Castello di Cleto) hartnäckig dem neuen Herrscher französischen Ursprungs, Karl I. von Anjou widersetzen: Sie schickten den Grafen von Catanzaro, Pietro Ruffo, zur Rückeroberung der Stadt, die den ganzen Monat Mai des Jahres 1269 den überlegenen Kräften des Hauses Anjou widerstanden hatte, bevor sie Mitte Juni desselben Jahres kapitulieren musste. Die Rebellen wurden fast alle streng bestraft.
Um eventuelle zukünftige Revolten in Schach zu halten, ließ das Haus Anjou auf dem Gebiet von Amantea das Castello di Belmonte Calabro errichten, um das herum sich das Dorf Belmonte Calabro entwickeln sollte.
Amantea befand sich auch mitten im sogenannten „90-Jährigen Krieg“ zwischen dem Haus Anjou und dem von Aragonien um die Herrschaft im Königreich Neapel und Sizilien, gefolgt durch den Casus Belli der Sizilianischen Vesper. Die Bevölkerung von Amantea war auf der Seite der Aragonier. Die Burg, die von 200 Mann verteidigt und von den Kastellanen, die auf der Seite des Hauses Anjou waren, gut mit Lebensmitteln versorgt war, wurde 1288 von der Flotte und dem Heer des Hauses Aragon belagert und kapitulierte zu ehrenvollen Bedingungen. Die Burg fiel kraft des Friedensvertrages von Caltabellotta von 1302 an das Haus Anjou. Nach einer Zeit der Vergeltung gegen die Bevölkerung von Amantea wegen ihrer Unterstützung des Hauses Aragon erhielt die Stadt von den letzten Souveränen aus dem Haus Anjou-Durazzo bedeutende Befreiungen und Privilegien, die zu einem Wachstum der Bevölkerung führten.
1391 verlehnte Ladislaus von Neapel Amantea an den Dogen der Republik Genua, Antoniotto Adorno, als Rückzahlung des ihm von diesem gewährten Darlehens. Jedenfalls erklärte Ludwig III. von Anjou Amantea und seine Burg als unveräußerliches Krongut. René I. von Anjou vergab dennoch das Lehen erneut an Margherita de Poitiers, die zweite Gattin des Markgrafen von Catanzaro, Niccolò Ruffo, und 1458, nach dem Tod von Alfons V. von Aragón, dem ersten aragonesischen Herrscher von Neapel und Sizilien, begehrte die Bevölkerung von Amantea gegen die Vergabe des Lehens auf und schlugen sich auf die Seite des Anwärters aus dem Hause Anjou auf den Thron von Neapel, Johann II. von Lothringen.
Schließlich versetzte König Ferdinand von Neapel die Lehensnehmerin Margherita de Poitiers von Amantea nach Rende und die Revolte flammte wieder auf, aber das Castello di Amantea war die letzte Burg in Kalabrien, die unter die Kontrolle des Hauses Aragón fiel.
Amantea riskierte auch im 17. Jahrhundert zweimal, verlehnt zu werden, und zwar wegen der ständigen Leere in der Kasse des Vizekönigs: Zunächst an den Prinzen des benachbarten Belmonte, Giovanni Battista Ravaschieri in den Jahren 1630–1633 und dann an den Großherzog der Toskana, Ferdinando II. de’ Medici im Jahre 1647. Bei beiden Gelegenheiten verteidigte die Bevölkerung stolz ihren Status als Stadt des Krongutes, indem sie sich auch an den Hof von Madrid wandte.
Unter den Aragonern wurde die Burg an die Familie Carafa, Herzöge von Maddaloni, verlehnt. 1489 besuchte Alfons II. von Neapel die Burg auf seiner Inspektionsreise verschiedener Burgen in seinem Reich. Der Souverän wurde vom Kastellan Giovanni Tommaso Carafa empfangen und besuchte die Kirche und das Kloster des Heiligen Bernhard von Siena. Während des kurzen Intermezzos der Besetzung durch Karl VIII. von Frankreich (1496–1498) musste der Kastellan Giovanni Tommaso Carafa sich auf die Seite der Franzosen stellen, aber die Bevölkerung schickte eine Delegation, um den gestürzten, aragonesischen Souverän Ferdinand I. zu huldigen, der sich nach Ischia geflüchtet hatte. Am Ende der aragonesischen Herrschaft entbrannte ein Krieg zwischen Frankreich und Spanien um den Besitz der Gebiete in Süditalien; Amantea schlug sich auf die Seite der Spanier. 1504, während des Krieges, landeten 85 Spanier unter der Führung von Gomez de Solis an den Stränden von Amantea und drängte ins Landesinnere, um die spanische Garnison von Cosenza zu unterstützen, das von den Franzosen belagert wurde. Am Ende gewann der „katholische König“ Ferdinand II. von Aragón den Krieg und Neapel wurde ein spanisches Vizekönigreich.

### Die Zeit des Vizekönigreiches und die Bourbonen

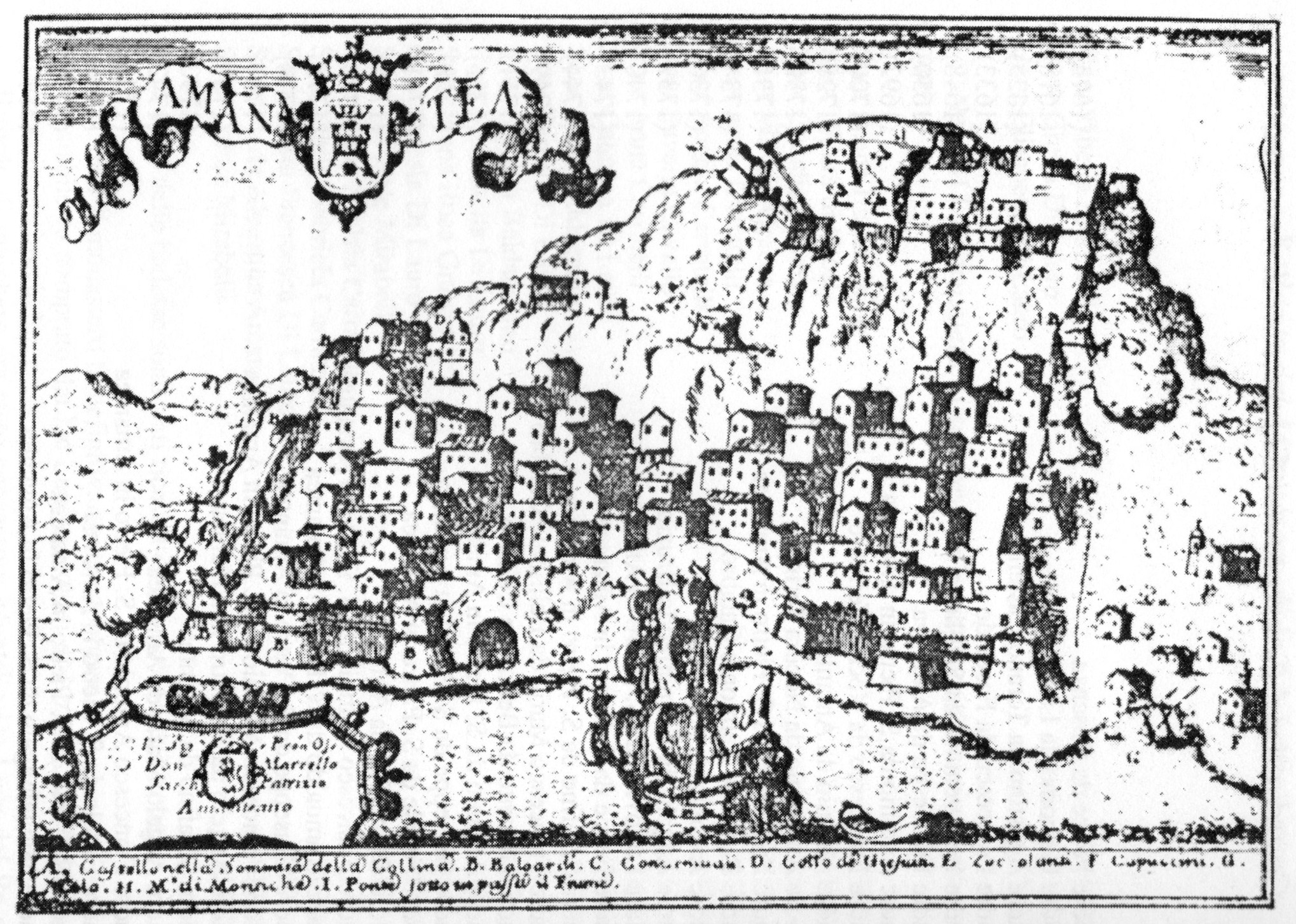
Ansicht von Amantea und seiner Burg im 18. Jahrhundert (Giovanni Battista Pachinelli: Il Regno di Napoli in prospettiva, Neapel 1703)

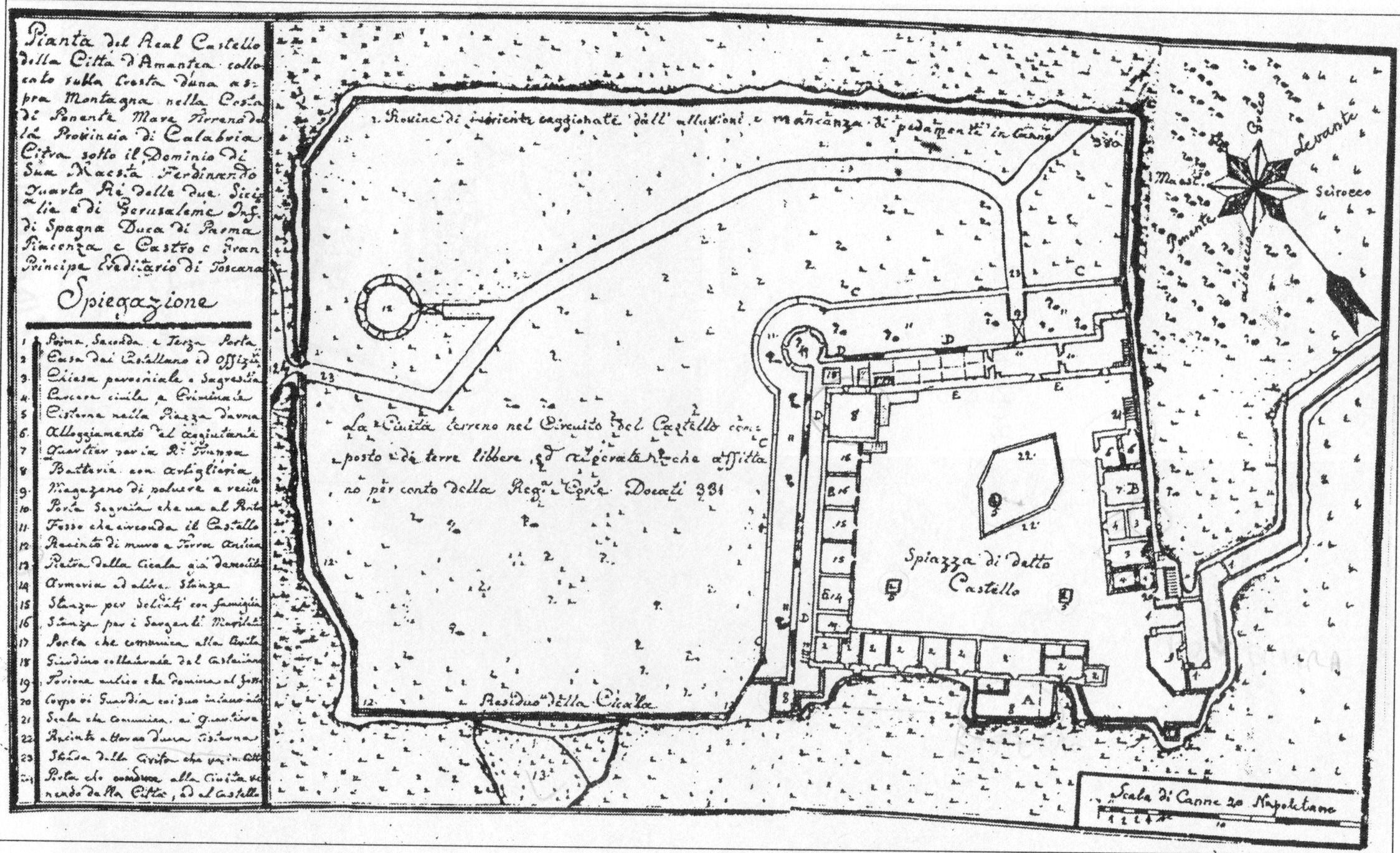
Das Castello di Amantea zur Zeit von Ferdinand IV. von Bourbon (1759–1799 und 1799–1806), kurz vor der französischen Belagerung

1536 berichtete Juan Sarmiento auf Einladung Kaiser Karls V. von Habsburg zur Kontrolle der Festungen des Vizekönigreiches, laut dem örtlichen Historiker Gabriele Turchi, dass die Burg „sogar als Unterschlupf für Diebe ungeeignet“ sei. Daher arbeiteten von 1538 bis 1544 die Architekten Giovanni Maria Buzzacarino (auch am Castello di Crotone beschäftigt) und Gian Giacomo dell’Acaja (Projektant der befestigten Siedlung Acaya in Apulien) an der Burg. In dieser Phase wurde die große, angeschrägte Südbastion errichtet.
Dennoch war die Burg bereits auf dem besten Wege, aufgegeben zu werden. 1611 stand in einer Abhandlung über die Burgen des Vizekönigreiches, dass

“Il Castello di Amantea si trova in alto su di un monte ed alle sue falde c'è la città che guarda il mare, non ha porto né altra cosa di rilievo e così tutti i risparmi di spesa che si potranno fare saranno ben giustificati“
 (dt.: Das Castello di Amantea liegt oben auf einem Berg und zu seinen Füßen ist die Stadt mit Blick auf das Meer; sie hat keinen Hafen und auch nichts Anderes von Bedeutung und somit werden alle Kosteneinsparungen, die zu machen sind, wohl gerechtfertigt sein)

Das Erdbeben von 1638 sollte an den Gebäuden der Burg tiefgreifende Schäden anrichten. Weitere Restaurierungen sollten 1694 für 365 Dukaten durchgeführt werden und nochmals welche 1757 auf Geheiß des Königs Karl III. von Spanien für 136 Dukaten, sowie 1766 unter Leitung des Militäringenieurs Giovanni Galenza. Letztere wurden aber 1767 durch ein erneutes Erdbeben wieder zunichtegemacht. Letzte – und größere – Schäden wurden der Burg durch das verheerende Erdbeben von 1783 zugefügt. Zur Reparatur dieser letzten, schweren Schäden kam 1786 aus Neapel der Militäringenieur Andrea Depuis, der Arbeiten leitete, die 390 Dukaten kosteten.
Während der Ereignisse der parthenopäischen Republik ergab sich Amantea spontan den Jakobinern. Die Bevölkerung entwaffnete praktisch die Garnison der Burg und pflanzte den Baum der Freiheit, und dies unter Führung von Ridolfo Mirabelli, der in der kurzen Zeit der Revolution die Ortskräfte führte. Tatsächlich kamen nach weniger als einem Monat die Sanfedisten unter der Führung von Kardinal Fabrizio Ruffo an, denen schnell der Versuch eines jakobinischen Widerstands gelang.
Aber bei der Invasion der französischen Truppen unter Napoleon sollte das Castello di Amantea seinen letzten glorreichen Moment haben. Amantea wurde am 12. März 1806 von einer Einheit von 200 polnischen Voltigeuren erobert, die sich in der Burg bis zur Bekanntgabe der französischen Niederlage in der Schlacht von Maida am 4. Juli 1806 verbarrikadierten. So zogen sie sich also in Richtung Cosenza zurück und ließen Raum für eine anglo-bourbonische Flotte, die seit Tagen an der Küste von Amantea vor Anker lag. Innerhalb der Stadtmauern begannen die bourbonischen „Capimassa“ mit der Organisation des Widerstandes gegen den bevorstehenden französischen Gegenangriff, ähnlich wie in den Nachbarländern. In diesen Wochen wurden in den kalabrischen Dörfern die Übergriffe und die Gewalt gegen Jakobiner oder denen, die man dafür hielt, fortgeführt, oft nur durch persönliche Feinde der Bourbonen, die zu dieser Zeit am Ruder waren.
Jedenfalls begann der französische Hauptangriff am 5. Dezember 1806: Die Belagerungstruppen beliefen sich auf 5000 Mann mit einer Artillerieabteilung, kommandiert von den Generalen Guillaume Philibert Duhesme, Jean-Louis-Ebenezer Reynier, Jean-Antoine Verdier und vom Oberstleutnant Luigi Amato aus Amantea. Die belagerten Bourbonen beliefen sich ungefähr Hundert, bewaffnet mit insgesamt 12 Geschützen und befehligt von Ridolfo Mirabelli, der am Ende der Belagerung von Ferdinand I. von Sizilien mit dem Grad eines Oberstleutnants ausgezeichnet werden sollte. Der Platz Amantea wehrte sich energisch bis zum 7. Februar 1807, als Mirabelli und Reynier eine ehrenhafte Kapitulation aushandelten.

### Von der Restauration bis heute
Nach der Einigung Italiens 1861 wurde das Gelände der Burg von der Liegenschaftsverwaltung dem 5. Armeecorps zugewiesen und später einer Hilfseinheit Neapels. In den 1970er-Jahren wurde die das Gelände mit der fortschreitenden Verkleinerung dieser Einheiten in Hinblick auf ihre Auflösung (Mit dem Rahmengesetz Nr. 883 vom Dezember 1978 wurde der Servizio Sanitario Nazionale gegründet, der den Regionen unterstellt ist) zum Verkauf angeboten. So kaufte die Familie Folino 1974 die Burg.

## Beschreibung
Die Burg steht auf einem Plateau mit guter Sicht sowohl auf den Golf des Flusses Oliva im Tyrrhenischen Meer (und an Tagen mit Nordwind kann man sogar die Inseln Stromboli und Pizzo sehen) als auch über das Tal des Flusses Catocastro, durch das man entlang des Verlaufes der Via Popilia weiter nach Cosenza gelangt.
Vermutlich wurde in normannischer und schwäbischer Zeit der Südteil des Hügels, der außerhalb der Siedlung liegt, aber auf die Ziele ausgerichtet ist, die man damals unter Kontrolle bringen wollte, also die Verbindungswege von der Küste ins Landesinnere, stark befestigt.

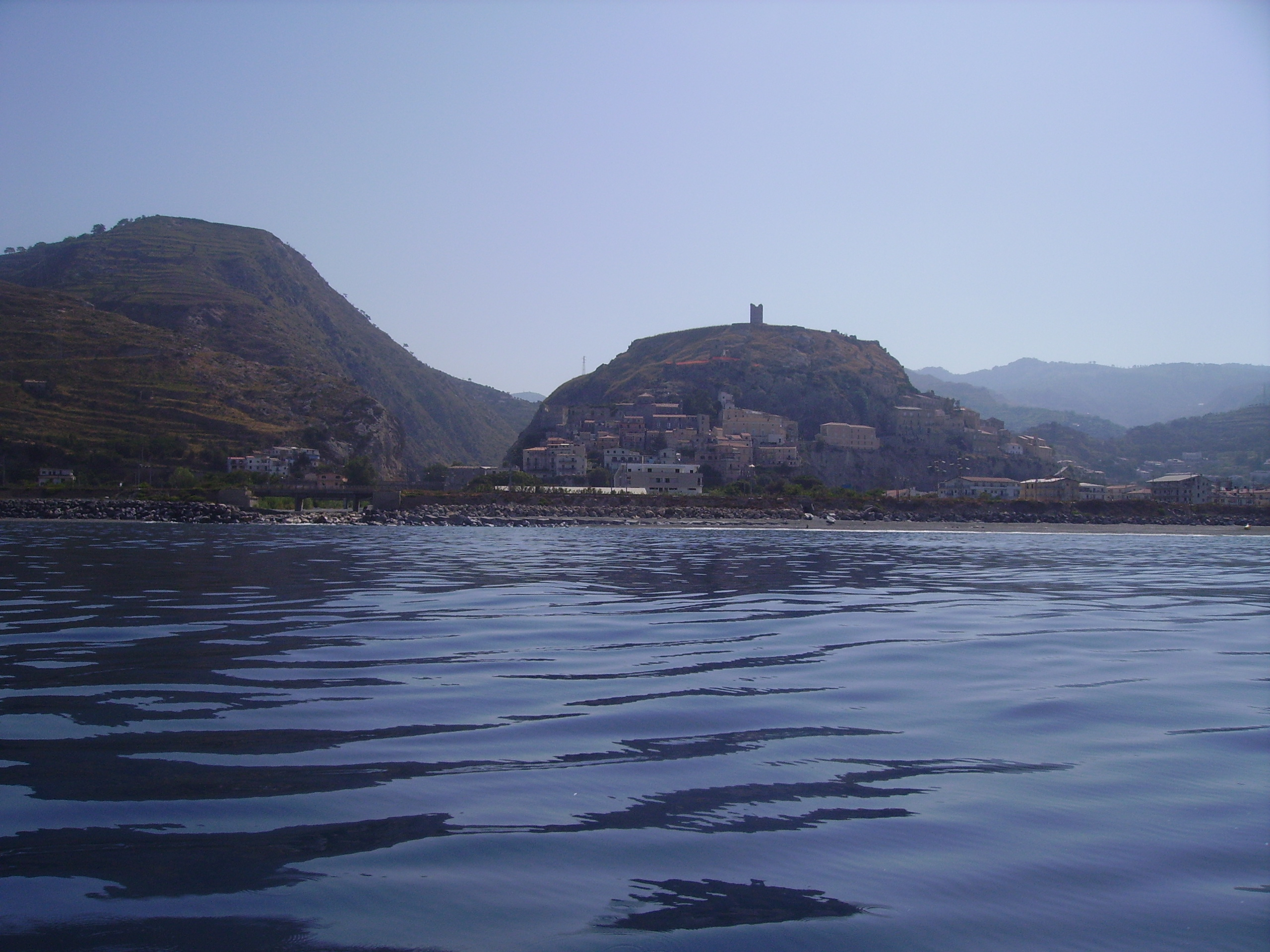
Amantea und seine Burg (von der man nur den angiovinischen Turm sieht) am Meer

Der ovale Bergfried, der nach Nordwesten ausgerichtet ist und „San Nicola“ genannt wird, wurde in der Zeit des Hauses Anjou errichtet, nach dem Wappen zu urteilen, das die französischen Lilien zeigt, die darauf angebracht ist. Und auch in angievinischer Zeit, vermutlich unter der Herrschaft von Johanna I., wurde der Rundturm mit Blick auf das Meer errichtet, der von der eigentlichen Festungsanlage getrennt steht. Dieser Turm gleicht in seiner Konstruktion dem der Burg von Paola.
In der Zeit des Hauses Aragón wurde die Burg nach dem Diktat von Francesco di Giorgio Martini und der „Fortificazione alla moderna“ (dt.: Moderner Festungsbau, Sternfort) modernisiert, um den Einschlägen der neuen Feuerwaffen widerstehen zu können: Die Mauern wurden in der Höhe gekappt, aber in der Dicke verstärkt, es wurden auf der Ostseite Zugangsravelins errichtet (heute vollständig eingestürzt) und ein Wall vor dem Burggraben auf dessen gesamter Länge errichtet. Die Burg wurde in den Jahren 1538–1544 unter Leitung des Militärarchitekten namens Buzzacarino und Gian Giacomo dell’Acaja mit Bastionen versehen, wie bereits gesagt: Heute ist die große, nach Süden ausgerichtete Bastion fast vollständig erhalten. Sie ist angeschrägt und mit Rodendone versehen und springt über den Felsgrund vor, der bereits selbst eine ausgezeichnete Verteidigung bietet.
Heute gibt es nur noch wenige Reste der Innenräume der Burg, aber man kann etwas mehr erfahren, wenn man die Grundrisse und Ansichten aus dem 18. Jahrhundert betrachtet. Die Burg hatte einen rechteckigen Grundriss um einen Exerzierplatz, unter dem sich drei Zisternen zur Sammlung von Regenwasser befinden. Die Wohnräume des Kastellans und der Offiziere lagen entlang der Südseite und waren mit der Bastion aus dem 16. Jahrhundert verbunden. Die Soldaten und ihre Familien waren auf der Westseite untergebracht, während sich die anderen Wohnräume auf der Nordseite befanden, wo auch die Waffenkammer lag. An der Ostseite lagen die Gefängnisse und die Kapelle. Auch das Pulvermagazin lag an der Ostseite in der Nähe des Haupteingangs. Für die Artillerie waren drei große Räume vorgesehen: Einer in der südlichen Bastion, einer an der Südwestecke zum Paraporto-Viertel hin und der dritte in der Nähe des Bergfrieds an der Nordwestecke.
Dieses große Rechteck war vollständig mit einem Graben umgeben, der schon im 18. Jahrhundert von Unkraut überwuchert war, aber noch heute existiert: Insbesondere ist der Mauerteil des Nebeneingangs zur Burg auf der Nordseite erhalten. Die Zugbrücke wurde abgerissen. Neben dem Graben war, der Rest der Hochfläche von einer Mauer umgeben, die aber schon im 18. Jahrhundert in Trümmern lag; sie bildete eine Art „Zitadelle“ oder „Avanzata“, konzipiert, um den Feind einzufangen, dem es gelungen war, dorthin vorzudringen (eine Struktur ähnlich der des benachbarten Castello di Aiello Calabro). Im Westen der Hochfläche erhebt sich der angiovinische Turm, der vielleicht besterhaltene Teil der Burg und der am ehesten von der modernen Stadt aus sichtbare, die sich in Richtung Meer entwickelt hatte.
Zur Burgruine kann man heute (2011) auf mindestens vier verschiedenen Wegen gelangen, die ziemlich schwierig sind: Einer geht von der Strada Tirrena kurz vor der Einmündung in den Corso Umberto I ab, ein weiterer beginnt rechts von der Chiesa del Carmine am Corso Umberto I, ein dritter (Salita San Francesco) verläuft von der alten Porta Urbica bis zu den Ruinen des Franziskanerklosters unterhalb des angiovinischen Turms und ein vierter schließlich geht von der Chiesa di Sant'Elia aus (an die die imposanten Ruinen des ehemaligen Jesuitenkollegs anschließen).

### Garnison und Bewaffnung
1288 bestand die Garnison der Burg aus 200 Mann, von denen 100 Bogenschützen waren. 1559, in der Zeit des Vizekönigs, war sie auf vier Soldaten und einen Kastellan geschrumpft. 1584 bestand die Garnison aus sechs Posten einschließlich eines Kastellans und Offizieren. 1611 waren daraus fünf Posten einschließlich eines Kastellans und Offizieren geworden.
Im selben Jahr bestand die Bewaffnung der Burg aus zwei „Sacrograndi“, einem „Mezzo Sacro“, einem „Falconett“ und 19 „Schmirgeln“. Sieben Jahre später, 1618, zählte man auf der Burg 10 bronzene Kanonen, „angeschlagen und kaputt“. 1619 wurden 54 Arkebusen, 22 Schießpulverfässer, 10 Tonnen Blei, 98 Kanonenkugeln à 11 Pfund, 30 Kanonenkugeln à 6 Pfund, 47 Kanonenkugeln à 2 Pfund, 321 Kanonenkugeln à 8 Unzen, 250 kleine Kanonenkugeln, 50 Kugeln für Musketen, eine gepanzerte Brustwehr, „verrostete“ Waffen und Eisenarmbänder, 11 Fässer mit Schwefel und zwei mit Kaliumnitrat, eine Berg mit steinernen Kanonenkugeln und eine eiserne Keule. 1624 waren es 54 Arkebusen, 43 Flaschen Schießpulver, 22 Pulverfässer, zwei „Sacrograndi“, ein „Falconett“, Kanonenkugeln mit großem und mittlerem Kaliber, 11 Fässer Schwefel und 10 mit Kaliumnitrat, sowie eine eiserne Keule. 1806 schließlich, während der Belagerung von Amantea, wurden Burg und Siedlung mit drei Kanonen großen Kalibers und neun kleineren Kalibers, verteilt auf die Mauern und die Stadttore, verteidigt.